# كيدوغو
كيدوغو (بالفرنسية: Kédougou)‏ هو أقليم في السنغال، بلغ عدد سكانه 111,207 نسمة، عاصمته كيدوغو ‏، تبلغ مساحته 16,800.0 كيلومتر مربع.

## الموقع
يشترك في الحدود مع:
- إقليم تامباكوندا.